# Sołowieckij
Sołowieckij (ros. Соловецкий) – osiedle w Rosji, w obwodzie archangielskim, w rejonie primorskim, na Wyspie Sołowieckiej. W 2021 liczyło 788 mieszkańców.